# Ртищево (аэродром)

Ртищево — военный аэродром, расположенный в 3 км северо-западнее города Ртищево Саратовской области (в 6 км северо-западнее железнодорожной станции Ртищево).
На аэродроме дислоцируется 666-й учебный авиаполк Балашовского учебного авиационного центра подготовки лётного состава.

## История
15 апреля 1944 года в Ртищево была переведена 2-я Балашовская военная авиационная школа пилотов, которая занималась подготовкой лётчиков-бомбардировщиков на Пе-2. Лётный состав насчитывал 750 человек, прибывших из Энгельсской, Пермской, Кировабадской авиашкол и Омских курсов командиров звеньев. Всего были сформированы четыре авиаэскадрильи по 10 звеньев в каждой. 5 августа 1944 года в школе состоялся первый выпуск военных лётчиков — 25 человек. В ноябре и декабре того же года было ещё два ускоренных выпуска на самолёт Пе-2. Школа была расформирована в июле 1945 года.
В 1948 году в Ртищево началось формирование 2-го учебного авиаполка (УАП) Балашовского военного авиационного училища лётчиков-бомбардировщиков дальней авиации на самолётах УТ-2 и Як-18. Командовал полком Т. Л. Минаков, а с октября 1949 года подполковник В. Г. Салов. Позднее, в августе 1949 года был организован 5-й УАП на самолётах Ли-2. Командовал полком М. А. Прамошкин. В период с 1953 по 1960 год полком командовал полковник Захар Павлович Медведев.

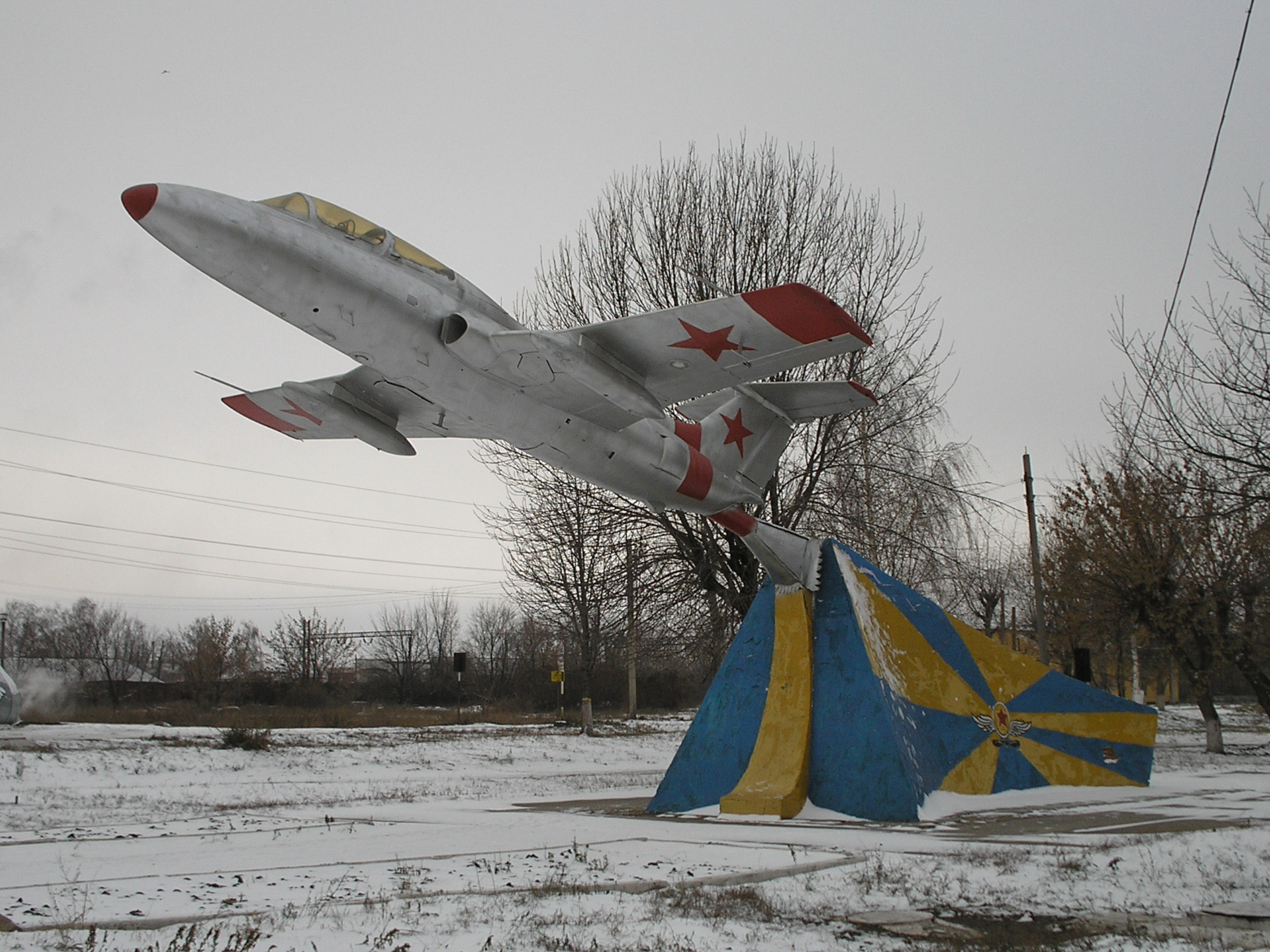
Авиагородок Ртищевского гарнизона. Учебный самолёт первоначального обучения Л-29 на постаменте

В 1960 году ртищевский УАП вместо Ли-2 получил самолёты Як-18А. В том же году в Ртищево был сформирован 666-й УАП на самолётах Ил-12. В 1962 году на аэродроме Ртищево курсанты второго курса впервые приступили к полётам ночью на самолётах Як-18У. В 1965 году на аэродром Ртищево поступил реактивный самолёт Л-29. А в апреле 1966 года УАП приступил к обучению курсантов. В полку эффективно использовался тренажёр ТЛ-29, который позволял отрабатывать почти все элементы полёта. К 40-летию Балашовского училища в 1984 году в авиагородке Ртищевского гарнизона учебный самолёт первоначального обучения Л-29 был установлен на постаменте.
В начале 1980-х годов на ртищевском аэродроме были сданы в эксплуатацию бетонные взлётно-посадочные полосы. Аэродром также был оборудован современными системами посадки. Это позволило летать и днём, и ночью в любых погодных условиях.
В июле 1986 года в 666-й УАП Балашовского высшего военного училища лётчиков в качестве учебно-тренировочных поступили чехословацкие самолёты Л-410. Всего к концу 1986 года было получено 40 самолётов. В мае 1987 года начались полёты на Л-410 с курсантами второго курса. К концу 1987 года из Львова было получено ещё 72 самолёта.
В 1994 году в 666-м УАП сократили численность эскадрилий с шести до четырёх. В конце 1998 года в 666-й УАП были переданы Л-410 из расформированного 478-го УАП (Петровск). К началу 2002 года в полку оставалось около 100 самолётов, исправными из которых было 60 %.

## Авиабаза сегодня
В настоящее время ртищевский УАП (УАвБ) обучает курсантов 3-го и 4-го курса Балашовского учебного авиационного центра подготовки лётного состава на самолётах Л-410УВП-Э.